# VMU-Test
Der VMU-Test, VMU (velocity, minimum, unstick; VMU; Minimum Unstick Speed) ist in der Luftfahrt ein bei jedem Flugzeug vorgeschriebener Test, bei dem die geringst mögliche Abhebegeschwindigkeit bei maximalem Anstellwinkel (engl. angle of attack) auf dem Boden ermittelt wird.
Bei Flugzeugen mit Bugradfahrwerk setzt dabei, kurz bevor das Flugzeug abhebt, das Heck auf der Landebahn auf (engl. tailstrike). Ohne Abriebschutz würde das Heck aufgerissen und schwer beschädigt werden. Normalerweise werden deshalb temporär Holz- oder Blechverstärkungen zum Schutz der Rumpfunterschale installiert. Beim Schleifen der Schutzvorrichtungen über die Startbahn entstehen Funken, die auf Aufnahmen derartiger Tests regelmäßig zu sehen sind.
Die VMU taucht zwar später im Flughandbuch nicht auf, sie ist aber insofern wichtig, als auf ihrer Basis die
VR (engl. ausgesprochen: Vi-rotate; dtsch. Geschwindigkeit, bei der rotiert wird; nicht Rotationsgeschwindigkeit), bei welcher der Pilot den Abhebevorgang durch Ziehen des Steuerknüppels einleitet, berechnet wird. Die VR muss so gewählt werden, dass die VLOF, Geschwindigkeit, bei der das Hauptfahrwerk abhebt, bei einem normalen Start wenigstens 10 % und im Falle eines Triebwerksausfalls immer noch mindestens 5 % über der VMU liegt.